# Yrouerre
Yrouerre és un municipi francès situat al departament del Yonne i a la regió de Borgonya - Franc Comtat. El 2018 tenia 156 habitants.